# Erling Steinvegg
Erling Steinvegg ('Erling Stenenmuur'), bijnaam van Erling Magnusson, (? - maart 1207) was een troonpretendent en tegenkoning (1204-1207) van de Bagli-partij in Noorwegen. Zijn bewering dat hij een zoon van koning Magnus V van Noorwegen zou zijn, werd geloofd, nadat hij met succes een 'proeve van koninklijke afkomst' had volbracht.
Erling Steinvegg en de Bagli-partij wisten steun te verkrijgen van koning Waldemar II van Denemarken in hun strijd tegen de Birkebeiners en hun koning Inge II Bårdsson. Waldemar arriveerde in Tønsberg met een grote oorlogsvloot. De Bagli wisten hun heerschappij in de Viken regio (het gebied rond de Oslofjord) te handhaven en maakten tochten tegen Nidaros, de hoofdstad van Inge II, in het Noorden. Erling Steinvegg zou in maart 1207 overlijden en Filippus Simonsson zou de volgende (en laatste) tegenkoning van de Bagli-partij zijn.
Hij was een van de tegenkoningen tijdens de periode van burgeroorlogen in de Noorse geschiedenis, die duurde van 1130 tot 1217. Tijdens deze periode waren er talloze elkaar overlappende conflicten op variërende schaal en intensiteit. De achtergrond van deze conflicten was de onduidelijke Noorse wet die de troonopvolging regelde, de sociale omstandigheden in die tijd en de strijd tussen kerk en koning. Er waren twee hoofdstromingen die (eerst nog naamloos of onder andere namen bekendstonden) als de Bagli-partij (de groepering die voornamelijk het bisdom Oslo en de adel rond het Oslofjord vertegenwoordigde) en de Birkebeiner-partij (de groepering die voornamelijk de boerenstand en landmannen vertegenwoordigde) bekend zouden worden. Hun voorman was meestal een troonpretendent van de partij in kwestie om zo op deze wijze te proberen de macht in Noorwegen te verkrijgen. De Birkebeiners zou uiteindelijk in 1217 de machtsstrijd winnen toen hun kandidaat Haakon IV alleenheerser werd in Noorwegen.